# Coenosia pilipyga
Coenosia pilipyga är en tvåvingeart som beskrevs av Ringdahl 1930. Coenosia pilipyga ingår i släktet Coenosia och familjen husflugor. Inga underarter finns listade i Catalogue of Life.